# Venceslau Brás
Venceslau Brás Pereira Gomes (Brasópolis, en ese entonces São Caetano da Vargem Grande, Minas Gerais, 26 de febrero de 1868-Itajubá, Minas Gerais, 15 de mayo de 1966) fue un abogado y político brasileño; Presidente constitucional de Brasil entre 1914 y 1918. Su vicepresidente fue Urbano Santos da Costa Araújo.
Venceslau Brás obtuvo un diploma de título de grado en derecho en la Facultad de Derecho de San Pablo em 1890. Entre 1898 y 1902 fue Secretario del Interior, Justicia y Segurida Pública del Estado. En 1910 fue elegido Vicepresidente de Brasil en el gobierno de Hermes da Fonseca.

## Presidencia constitucional de la República

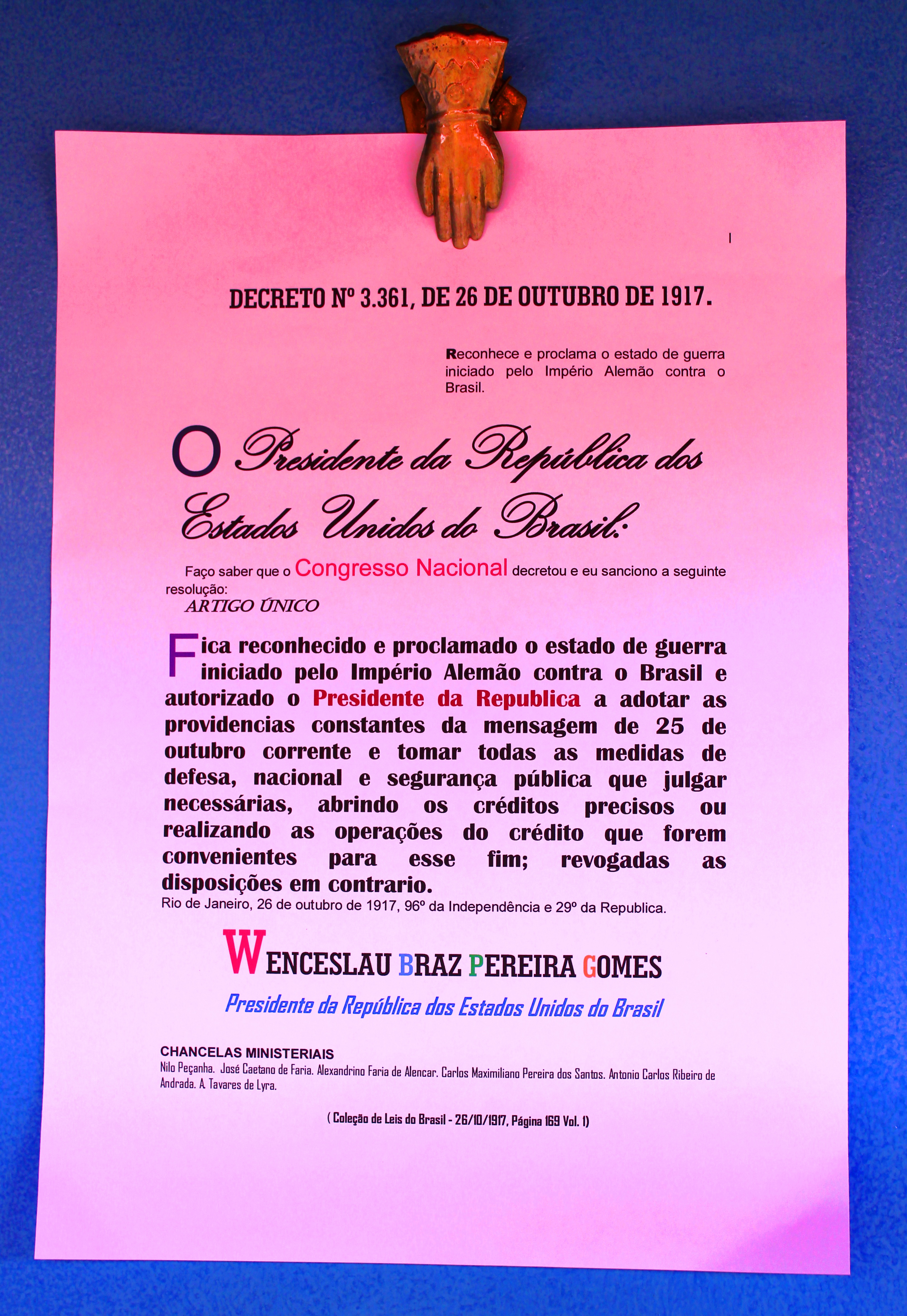
Réplica de la declaración de guerra de Brasil al Imperio alemán

Su gobierno afrontó la época de la Primera Guerra Mundial, suspendiéndose las relaciones con Alemania y declarándole la guerra posteriormente. Levantó al Brasil a una posición saliente, colaborando en el Tratado de Versalles. Promulgó el Código Civil, redactado por Clovis Bevilacqua, que abolió las Ordenanzas Filipinas.
En 1918 fue elegido su sucesor, Francisco de Paula Rodrigues Alves; pero, al caer enfermo, no pudo asumir el mando, y Brás le traspasó el mando presidencial al vicepresidente electo Delfim Moreira.